# 興楠路
興楠路（Xingnan Rd.）為高雄市楠梓區的主要道路，起端銜接建楠路，續接大社區中山路，為往來楠梓區至大社區的重要道路。

## 行經行政區域
- 楠梓區
- 大社區

## 沿線設施
（由西至東）
- 志光數位學院楠梓分校
- 宜兒樂婦嬰用品興楠店
- 華南銀行楠梓分行
- 東門王爺廟
- 中山高速公路楠梓交流道
- 臺灣高雄少年及家事法院
- 高雄高等行政法院
- 全聯福利中心高雄興楠店

## 公共自行車
- 高雄市公共自行車租賃系統：
  - 高雄少年及家事法院：興楠路182號(前人行道)

## 相關連結
- 高雄市主要道路列表